# 니스 노트르담 대성당

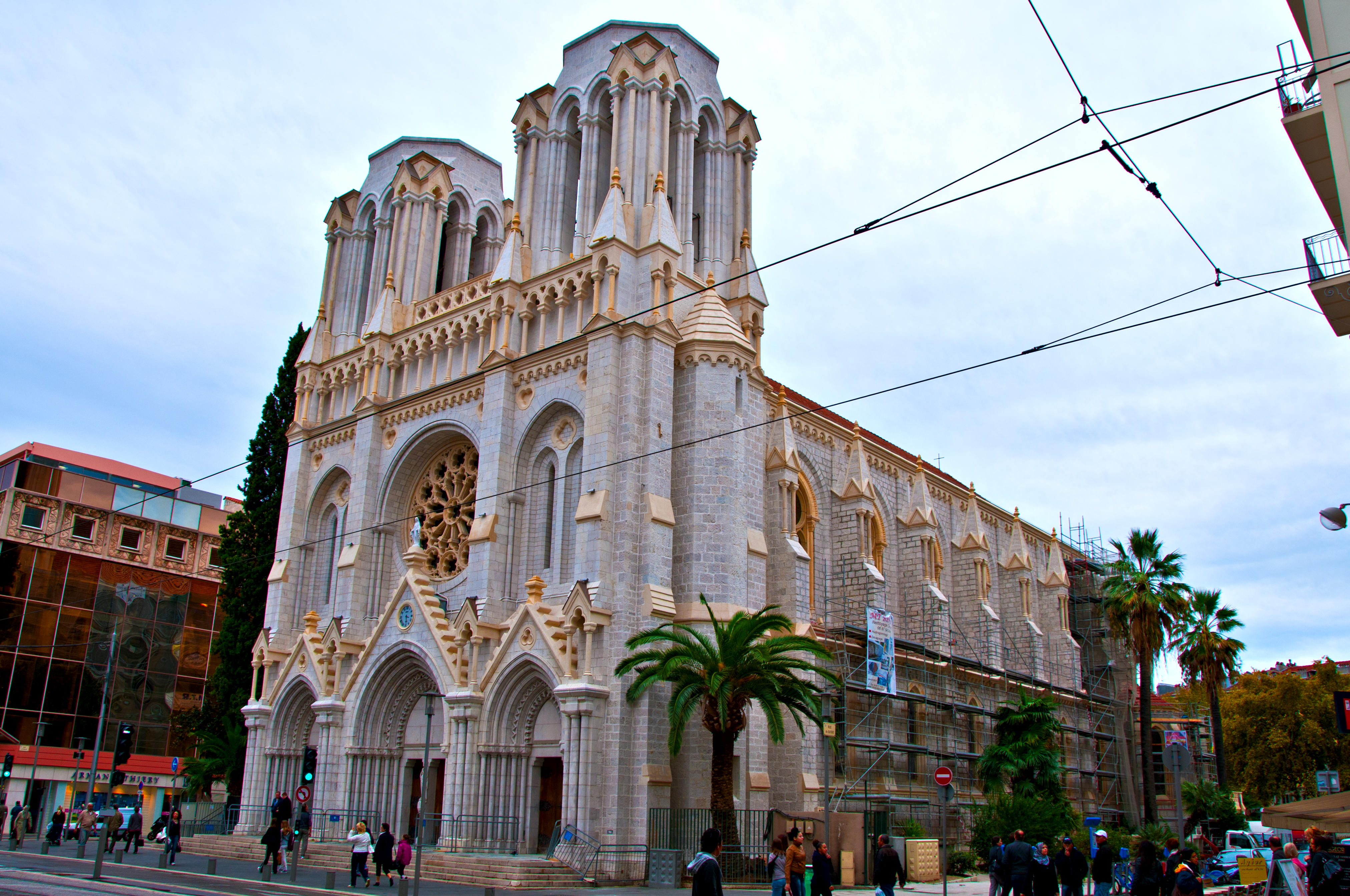
니스 노트르담 대성당

니스의 성모 승천 대성당(프랑스어: basilique Notre-Dame-de-l'Assomption de Nice) 또는 니스 노트르담 대성당(프랑스어: basilique Notre-Dame de Nice)은 프랑스 니스 장 메드상 거리에 있는 가톨릭 대성당이다. 1864년과 1868년 사이에 지어진 이 성당은 루이 레노르망이 설계하였으며, 니스에서 가장 큰 교회당이다.
앙제 대성당에서 영감을 받아 고딕 양식으로 지어졌다.
2020년 10월 29일, 이슬람 테러 행위로 교회에서 3명이 사망했다.